# Descuida, yo te cuido
Descuida, yo te cuido (título original I Care a Lot) es una película de 2020, un thriller con elementos de comedia negra dirigido por J. Blakeson y protagonizado por Rosamund Pike, Peter Dinklage, Eiza González, Chris Messina y Dianne Wiest.
La premiere de Descuida, yo te cuido tuvo lugar el 12 de septiembre de 2020 en el Festival Internacional de Cine de Toronto y fue liberada via streaming en la mayoría de los países en 19 de febrero de 2021, a través de Netflix o Prime Video dependiendo de la región.
Descuida, yo te cuido recibió críticas generalmente positivas, donde se destaca la actuación de Rosamund Pike. Pike fue nominada a los Globos de Oro en la categoría de Mejor Actriz - Película de comedia o Musical, resultando ganadora.

## Argumento
Marla Grayson (Rosamund Pike) es una mujer que vive de convencer al juzgado de ser la custodia ideal para adultos mayores, bajo la premisa que ellos no pueden mantenerse por sí mismos. Al tener la custodia, Marla los pone en un asilo de ancianos, y les quita el contacto con el mundo exterior, vende sus bienes, vacía sus cuentas bancarias y utiliza sus inversiones para beneficio propio. 
Marla recibe un caso de la Dra. Karen Amos (Alicia Witt), quien le informa a Marla y a su novia/socia Fran (Eiza Gonzalez) de que tiene una paciente "joya", ya que dispone de un gran capital y aparentemente no tiene hijos, esposo ni familia; llegando a un acuerdo con Marla a cambio de la información de esta paciente, Jennifer Peterson (Dianne Wiest). Ella modifica los estudios médicos de Jennifer y los entrega a Marla, quien en juicio declara falsamente la inhabilidad mental y la imposibilidad de cuidarse sola de Jennifer, obteniendo así su custodia. Marla lleva a Jennifer al asilo de ancianos, pone su casa en venta y al revisar la caja de seguridad del banco, descubre que tenía guardados diamantes no registrados en la lista de seguridad.
Lo que Marla desconoce es que Jennifer es en realidad la madre del mafioso Ruso Roman Lunyov (Peter Dinklage), quien envía a sus hombres a buscar a su madre para compartir unos días juntos. Cuando descubre la estafa, envía a su abogado Dean Ericson (Chris Messina) a negociar con Marla, a lo que ella se niega. El abogado lleva a Marla a juicio, perdiendo el mismo. Cuando Marla le pregunta a Jennifer acerca del abogado, Jennifer sonríe y le dice que está en problemas.
Roman envía infiltrados a sacar a su madre del asilo, pero Marla y Fran frustran el rescate, encarcelando a uno de los hombres de Roman. Con información de la policía, Marla conecta los puntos y se da cuenta de quien realmente es Jennifer. Igualmente, ve en la televisión el reporte del asesinato de la Dra. Amos. Fran intenta convencer a Marla de escapar, pero Marla rechaza esa opción y confina a Jennifer a un hospital psiquiátrico. 
Marla es drogada y secuestrada por los hombres de Roman, quienes también entran a su casa y golpean a Fran. Roman ordena matar a ambas pero Marla sobrevive y rescata a Fran, quien sigue insistiendo que dejen la ciudad. Marla la convence de tender una trampa a Roman, a quien asalta en su auto, dejándolo inconsciente y abandonándolo desnudo en un área remota. Cuando despierta en el hospital, nota que Marla es su custodio legal, ya que para las autoridades es un desconocido por tener una identidad oculta, debido a su condición de mafioso.
Marla pide 10 millones de dólares por liberar a Roman y Jennifer, pero Roman le ofrece un trato: llevar su negocio a nivel nacional, con una red de "cuidado de ancianos", industria farmacéutica y todas las áreas cubiertas para ganar "miles de millones", siendo Marla la CEO de la corporación. Luego de su ascenso al éxito, a la salida de una entrevista de televisión, el hijo de una de sus custodias, el Sr. Feldstrom, cuya madre murió cuando él no podía visitarla, le dispara en el pecho. Es derribado por los policías mientras Marla muere en los brazos de Fran.

## Reparto
- Rosamund Pike como Marla Grayson.
- Peter Dinklage como Roman Lunyov.
- Eiza González como Fran.
- Chris Messina como Dean Ericson.
- Dianne Wiest como Jennifer Peterson.
- Isiah Whitlock Jr. como Juez Lomax.
- Macon Blair como Feldstrom.
- Alicia Witt como la  Dra. Karen Amos.
- Damian Young como Sam Rice.

## Recepción
Desde The Detroit News, Adam Graham le dio a la película una calificación "D" y dijo que Descuida, yo te cuido era una "comedia negra equivocada", ya que los espectadores no tenían forma de empatizar con el personaje de Marla Grayson. Escribiendo para Chicago Tribune, Michael Phillips le dio a la película una calificación de dos estrellas y dijo que si bien "la actuación es uniformemente fuerte, [...] el guión es angustiosamente débil". Mae Abdulbaki de Screen Rant dio una reseña mixta, alabando la actuaciones del elenco del conjunto, pero escribiendo que "hay algo que falta por completo en Descuida, yo te cuido que hace que sea una píldora difícil de tragar". En una reseña mixta, Brian Tallerico de RogerEbert.com dijo que junto con Pieces of a Woman (2020), era "otra película que forcejea con el tono", y que Rosamund Pike era "claramente una elección tentadora [...] pero ella y Blakeson nunca descifraron este personaje".